# WCW World Tag Team Championship
El World Championship Wrestling (WCW) World Tag Team Championship va ser un campionat Tag team de lluita lliure professional al World Championship Wrestling. Era l'original títol mundial de parelles al WCW i es va mantenir actiu fins que va ser unificat amb el WWF Tag Team Championship.

## Estadístiques
- Promació:

- World Championship Wrestling
- World Wrestling Entertainment

- Antics noms:

- NWA World Tag Team Championship Mid-Atlantic
- WCW Tag Team Championship

- Data de creació: 29 de gener de 1975
- Data de retiració: 18 de novembre de 2001
- Primers campions: Minnesota Wrecking Crew (Gene i Ole Anderson
- Majors regnats:

- Tag Team: Harlem Heat (10 cops)
- Individuals: Booker T (11 cops)

- Regnat més llarg: Doom (Butch Reed i Ron Simmons) (282 dies)
- Regnat més curt: Misfits In Action (Cpl.Cajun i Lt. Loco) (menys de 30 minuts)

## Llistes de campions

### Regnats més llargs
| Equip                                                        | Dies    | Dia guanyat            | Dia perdut              |
| ------------------------------------------------------------ | ------- | ---------------------- | ----------------------- |
| Doom (Butch Reed i Ron Simmons)                              | 282     | 19 de maig de 1990     | 24 de febrer de 1991    |
| The Outsiders (Scott Hall i Kevin Nash) amb Syxx             | 231     | 24 de febrer de 1997   | 13 d'octubre de 1997    |
| The Minnesota Wrecking Crew (Ole Anderson i Gene Anderson)   | 230     | 11 de juny de 1975     | 27 de gener de 1976     |
| The Minnesota Wrecking Crew                                  | 215     | 1 de maig de 1981      | 1 de desembre de 1981   |
| The Nasty Boys (Brian Knobbs i Jerry Sags)                   | 210     | 24 d'octubre de 1993   | 22 de maig de 1994      |
| Sean O'Haire i Chuck Palumbo                                 | 205     | 14 de gener de 2001    | 7 d'agost de 2001       |
| The Steiner Brothers (Rick i Scott Steiner)                  | 199     | 1 novembre de 1989     | 19 de maig de 1990      |
| The Midnight Express (Dennis Condrey i Bobby Eaton)          | 195     | 2 de febrer de 1986    | 16 d'agost de 1986      |
| Sgt. Slaughter i Don Kernodle                                | 193     | 1 de setembre de 1982  | 12 març de 1983         |
| Ole Anderson i Stan Hansen                                   | 185     | 28 de febrer de 1982   | 1 de setembre de 1982   |
| The Minnesota Wrecking Crew                                  | 181     | 28 de juny de 1976     | 26 de desembre de 1976  |
| Arn Anderson i Tully Blanchard                               | 180     | 29 de setembre de 1987 | 27 de març de 1988      |
| Baron Von Raschke i Greg Valentine                           | 177     | 7 de juny de 1978      | 1 de desembre de 1978   |
| The Hollywood Blonds (Steve Austin i Brian Pillman)          | 169     | 2 de març de 1993      | 18 d'agost de 1993      |
| Ivan Koloff i Don Kernodle                                   | 165     | 8 de maig de 1984      | 20 d'octubre de 1984    |
| Harlem Heat (Booker T i Stevie Ray)                          | 164     | 8 de desembre de 1994  | 21 de maig de 1995      |
| Jimmy Snuka i Ray Stevens                                    | 158     | 22 de juny de 1980     | 27 de novembre de 1980  |
| Ricky Steamboat i Jay Youngblood                             | 157     | 24 d'octubre de 1979   | 29 de març de 1980      |
| Road Warriors (Hawk i Animal)                                | 155     | 29 d'octubre de 1988   | 2 d'abril de 1989       |
| Lex Luger i Sting                                            | 154     | 22 de gener de 1996    | 24 de juny de 1996      |
| Ric Flair i Greg Valentine                                   | 153     | 30 d'octubre de 1977   | 1 d'abril de 1978       |
| Dusty Rhodes i Manny Fernandez                               | 150     | 20 d'octubre de 1984   | 18 de març de 1985      |
| Manny Fernandez i Rick Rude                                  | 150     | 6 de desembre de 1986  | 26 de maig de 1987      |
| The Steiner Brothers                                         | 150     | 18 de febrer de 1991   | 18 de juliol de 1991    |
| Jimmy Snuka i Paul Orndorff                                  | 148     | 1 de desembre de 1978  | 28 d'abril de 1979      |
| Arn Anderson i Tully Blanchard                               | 143     | 20 d'abril de 1988     | 10 de setembre de 1988  |
| The Fabulous Freebirds (Michael Hayes i Jimmy Garvin)        | 140     | 14 de juny de 1989     | 1 de novembre de 1989   |
| The Minnesota Wrecking Crew                                  | 138     | 8 de maig de 1977      | 23 de setembre de d1977 |
| Ric Flair i Greg Valentine                                   | 133     | 26 de desembre de 1976 | 8 de maig de 1977       |
| The Rock 'n' Roll Express (Robert Gibson i Ricky Morton)     | 126     | 26 de maig de 1987     | 29 de setembre de 1987  |
| Harlem Heat                                                  | 117     | 27 de setembre de 1995 | 22 de gener de 1996     |
| Ivan Koloff i Nikita Koloff (amb Krusher Khrushchev)         | 113     | 18 de març de 1985     | 9 de juliol de 1985     |
| The Rock 'n' Roll Express                                    | 112     | 16 d'agost de 1986     | 6 de desembre de 1986   |
| Arn Anderson i Bobby Eaton                                   | 108     | 16 de gener de 1992    | 3 de maig de 1992       |
| Jack Brisco i Jerry Brisco                                   | 107     | 18 de juny de 1983     | 3 d'octubre de 1983     |
| The Minnesota Wrecking Crew                                  | 106     | 29 de gener de 1975    | 15 de maig de 1975      |
| Shane Douglas i Ricky Steamboat                              | 104     | 18 de novembre de 1992 | 2 de març de 1993       |
| Baron Von Raschke i Paul Jones                               | 102     | 28 d'abril de 1979     | 8 d'agost de 1979       |
| Ricky Steamboat i Jay Youngblood                             | 98      | 12 de març de 1983     | 18 de juny de 1983      |
| The Giant i Scott Hall                                       | 98      | 20 de juny de 1998     | 26 d'agost de 1998      |
| The Rock 'n' Roll Express                                    | 96      | 9 de juliol de 1985    | 13 d'octubre de 1985    |
| The Minnesota Wrecking Crew                                  | 92      | 3 de febrer de 1976    | 5 de maig de 1976       |
| The Outsiders                                                | 91      | 27 d'octubre de 1996   | 26 de gener de 1997     |
| The Steiner Brothers                                         | 91      | 13 d'octubre 1997      | 12 de gener de 1998     |
| Paul Jones i Masked Superstar                                | 87      | 27 de novembre de 1980 | 22 de febrer de 1981    |
| The Outsiders                                                | 84      | 22 de febrer 1998      | 17 de maig de 1998      |
| Terry Gordy i Steve Williams                                 | 78      | 5 de juliol de 1992    | 21 de setembre de 1992  |
| The Enforcers (Arn Anderson i Larry Zbyszko)                 | 75      | 5 de setembre de 1991  | 19 de novembre de 1991  |
| Pretty Wonderful (Paul Orndorff i Paul Roma)                 | 70      | 17 de juliol de 1994   | 25 de setembre de 1994  |
| Kenny Kaos i Rick Steiner                                    | 70      | 26 de novembre de 1998 | 4 de gener de 1999      |
| The Rock 'n' Roll Express                                    | 66      | 28 de novembre de 1985 | 2 de febrer de 1986     |
| Baron Von Raschke i Paul Jones                               | 63      | 22 d'agost de 1979     | 24 d'octubre de 1979    |
| The Steiner Brothers                                         | 63      | 3 de maig de 1992      | 5 de juliol de 1992     |
| Jersey Triad (Bam Bam Bigelow, Diamond Dallas Page i Kanyon) | 62      | 13 de juny de 1999     | 14 d'agost de 1999      |
| Dustin Rhodes i Ricky Steamboat                              | 58      | 19 de novembre de 1991 | 16 de gener de 1992     |
| Dustin Rhodes i Barry Windham                                | 58      | 21 de setembre de 1992 | 18 de novembre de 1992  |
| Harlem Heat                                                  | 58      | 27 de juliol de 1996   | 23 de setembre de 1996  |
| Bunkhouse Buck i Dick Slater                                 | 57      | 22 de juliol de 1995   | 17 de setembre de 1995  |
| Don Kernodle i Bob Orton, Jr.                                | 56      | 8 de gener de 1984     | 4 de març de 1984       |
| Cactus Jack i Kevin Sullivan                                 | 56      | 22 de maig de 1994     | 17 de juliol de 1994    |
| Mr. Wrestling i Dino Bravo                                   | 54      | 5 de maig de 1976      | 28 de juny de 1976      |
| The Midnight Express (Bobby Eaton i Stan Lane)               | 49      | 10 de setembre de 1988 | 29 d'octubre de 1988    |
| Brothers of Destruction (Kane i The Undertaker)              | 49      | 7 d'agost de 2001      | 25 de setembre de 2001  |
| Ivan Koloff i Nikita Koloff                                  | 46      | 13 d'octubre de 1985   | 28 de novembre de 1985  |
| Paul Jones i Ricky Steamboat                                 | 45      | 23 d'abril de 1978     | 7 de juny de 1978       |
| Ricky Steamboat i Jay Youngblood                             | 43      | 10 de maig de 1980     | 22 de juny de 1980      |
| Ray Stevens i Greg Valentine                                 | 42      | 29 de març de 1980     | 10 de maig de 1980      |
| Filthy Animals (Billy Kidman i Rey Misterio, Jr.)            | 41      | 29 de març de 1999     | 9 de maig de 1999       |
| Paul Jones i Masked Superstar                                | 40      | 22 de març de 1981     | 1 de maig de 1981       |
| Perfect Event (Chuck Palumbo i Shawn Stasiak)                | 40      | 30 de maig de 2000     | 9 de juliol de 2000     |
| Mark Jindrak i Sean O'Haire                                  | 38      | 9 d'octubre de 2000    | 16 de novembre de 2000  |
| Harlem Heat                                                  | 36      | 12 de setembre de 1999 | 18 d'octubre de 1999    |
| The Varsity Club (Mike Rotunda i Steve Williams)             | 35      | 2 d'abril de 1989      | 7 de maig de 1989       |
| Kevin Nash i Sting                                           | 35      | 15 de juny de 1998     | 20 de juliol de 1998    |
| The Mamalukes (Big Vito i Johnny the Bull)                   | 35      | 13 de febrer de 2000   | 19 de març 2000         |
| KroniK (Brian Adams i Bryan Clark)                           | 35      | 9 de juliol de 2000    | 13 d'agost de 2000      |
| Juventud Guerrera i Rey Misterio, Jr.                        | 35      | 14 d'agost de 2000     | 18 de setembre de 2000  |
| Jack Brisco i Jerry Brisco                                   | 34      | 21 d'octubre de 1983   | 24 de novembre de 1983  |
| The Nasty Boys                                               | 34      | 21 de maig de 1995     | 24 de juny de 1995      |
| Arn Anderson i Paul Roma                                     | 32      | 18 d'agost de 1993     | 19 de setembre de 1993  |
| Ricky Steamboat i Jay Youngblood                             | 31      | 24 de novembre de 1983 | 25 de desembre de 1983  |
| Jack Brisco i Jerry Brisco                                   | 31      | 4 d'abril de 1984      | 5 de maig de 1984       |
| Wahoo McDaniel i Mark Youngblood                             | 30      | 4 de març de 1984      | 4 d'abril de 1984       |
| Harlem Heat                                                  | 30      | 24 de juny de 1996     | 24 de juliol de 1996    |
| The Minnesota Wrecking Crew                                  | 30      | 30 de setembre de 1977 | 30 d'octubre de 1977    |
| Buff Bagwell i Shane Douglas                                 | 29      | 16 d'abril de 2000     | 15 de maig de 2000      |
| Ray Stevens i Ivan Koloff                                    | 28      | 22 de febrer de 1981   | 22 de març de 1981      |
| Stars 'n' Stripes (Marcus Bagwell i The Patriot)             | 28      | 25 de setembre de 1994 | 23 d'octubre de 1994    |
| Harlem Heat                                                  | 28      | 24 de juny de 1995     | 22 de juliol de 1995    |
| The Outsiders                                                | 28      | 12 de gener de 1998    | 9 de febrer de 1998     |
| Filthy Animals (Billy Kidman i Konnan)                       | 28      | 25 d'octubre de 1999   | 22 de novembre de 1999  |
| The Insiders (Diamond Dallas Page i Kevin Nash)              | 28      | 17 de desembre de 2000 | 14 de gener de 2001     |
| Wahoo McDaniel i Paul Jones                                  | 27      | 25 de maig de 1975     | 11 de juny de 1975      |
| The Outsiders                                                | 27      | 27 de gener de 1997    | 23 de febrer de 1997    |
| Harlem Heat                                                  | 26      | 1 d'octubre de 1996    | 27 d'octubre de 1996    |
| Dudley Boyz (Bubba Ray i D-Von Dudley)                       | 26      | 23 d'octubre de 2001   | 18 de novembre de 2001  |
| The Mamalukes (Big Vito i Johnny the Bull)                   | 25      | 18 de gener 2000       | 12 de febrer de 2000    |
| Lex Luger i Barry Windham                                    | 24      | 27 de març de 1988     | 20 d'abril de 1988      |
| Pretty Wonderful                                             | 24      | 23 d'octubre de 1994   | 16 de novembre de 1994  |
| Stars 'n' Stripes                                            | 22      | 16 de novembre de 1994 | 8 de desembre de 1994   |
| Raven i Perry Saturn                                         | 22      | 9 de maig de 1999      | 31 de maig de 1999      |
| Creative Control (Gerald i Patrick)                          | 22      | 19 de març de 2000     | 10 d'abril de 2000      |
| Curt Hennig i Barry Windham                                  | 21      | 21 de febrer de 1999   | 14 de març de 1999      |
| Marcus Bagwell i 2 Cold Scorpio                              | 20      | 4 d'octubre de 1993    | 24 d'octubre de 1993    |
| West Texas Rednecks (Barry i Kendall Windham)                | 20      | 23 d'agost de 1999     | 12 de setembre de 1999  |
| Ricky Steamboat i Jay Youngblood                             | 18      | 3 d'octubre de 1983    | 21 d'octubre de 1983    |
| The Giant i Sting                                            | 18      | 17 de maig de 1998     | 4 de juny de 1998       |
| The Nasty Boys                                               | 15      | 19 de setembre de 1993 | 4 d'octubre de 1993     |
| Chris Benoit i Dean Malenko                                  | 15      | 14 de març de 1999     | 29 de març de 1999      |
| Creative Control                                             | 15      | 22 de novembre de 1999 | 7 de desembre de 1999   |
| Crowbar i David Flair                                        | 15      | 3 de gener de 2000     | 18 de gener de 2000     |
| Hardy Boyz (Jeff and Matt Hardy)                             | 15      | 8 d'octubre de 2001    | 23 d'octubre de 2001    |
| KroniK                                                       | 15      | 15 de maig de 2000     | 30 de maig de 2000      |
| Ric Flair i Blackjack Mulligan                               | 14      | 8 d'agost de 1979      | 22 d'agost de 1979      |
| The Outsiders                                                | 14      | 13 de desembre de 1999 | 27 de desembre de 1999  |
| Mark Jindrak i Sean O'Haire                                  | 14      | 25 de setembre de 2000 | 9 d'octubre de 2000     |
| The Steiner Brothers                                         | 13      | 9 de febrer de 1998    | 22 de febrer de 1998    |
| Perfect Event                                                | 13      | 4 de desembre de 2000  | 17 de desembre de 2000  |
| Booker T i Test                                              | 13      | 25 de setembre de 2001 | 8 d'octubre de 2001     |
| The Jersey Triad                                             | 10      | 31 de maig de 1999     | 10 de juny de 1999      |
| The American Males (Marcus Bagwell i Scott Riggs)            | 9       | 18 de setembre de 1995 | 27 de setembre de 1995  |
| Harlem Heat                                                  | 9       | 14 d'agost de 1999     | 23 d'agost de 1999      |
| The Public Enemy (Johnny Grunge i Rocco Rock)                | 8       | 23 de setembre de 1996 | 1 d'octubre de 1996     |
| The Insiders                                                 | 8       | 26 de novembre de 2000 | 4 de desembre de 2000   |
| Wahoo McDaniel i Rufus R. Jones                              | 7       | 27 de gener de 1976    | 3 de febrer de 1976     |
| Dusty Rhodes i Dick Slater                                   | 7       | 23 de setembre de 1977 | 30 de setembre de 1977  |
| Filthy Animals (Konnan i Rey Misterio, Jr.)                  | 6       | 18 d'octubre de 1999   | 24 d'octubre de 1999    |
| Goldberg iBret Hart                                          | 6       | 7 de desembre de 1999  | 13 de desembre de 1999  |
| Perfect Event                                                | 6       | 20 de novembre de 2000 | 26 de novembre de 2000  |
| Disco Inferno i Alex Wright                                  | 4       | 16 de novembre de 2000 | 20 de novembre de 2000  |
| Wahoo McDaniel i Mark Youngblood                             | 3       | 5 de maig de 1984      | 8 de maig de 1984       |
| The Steiner Brothers                                         | 3       | 24 de juliol de 1996   | 27 de juliol de 1996    |
| Chris Benoit i Perry Saturn                                  | 3       | 10 de juny de 1999     | 13 de juny de 1999      |
| Harlem Heat                                                  | 1       | 17 de setembre de 1995 | 18 de setembre de 1995  |
| The Steiner Brothers                                         | 1       | 16 de gener de 1997    | 27 de gener de 1997     |
| Lex Luger i The Giant                                        | 1       | 23 de febrer de 1997   | 24 de febrer de 1997    |
| Harlem Heat                                                  | 1       | 24 d'octubre de 1999   | 25 d'octubre de 1999    |
| Creative Control                                             | 1       | 12 de febrer de 2000   | 13 de febrer de 2000    |
| The Great Muta i Vampiro                                     | 1       | 13 d'agost de 2000     | 14 d'agost de 2000      |
| Misfits In Action (Corporal Cajun i Lieutenant Loco)         | <30 min | 9 d'octubre de 2000    | 9 d'octubre de 2000     |

### Llista de campions durant més temps contant tots els regnats

#### Per equip
| #   | Equip                                                      | # de regnats | Dies totals |
| --- | ---------------------------------------------------------- | ------------ | ----------- |
| 1.  | The Minnesota Wrecking Crew (Ole Anderson i Gene Anderson) | 7            | 992         |
| 2.  | The Steiner Brothers (Rick i Scott Steiner)                | 7            | 520         |
| 3.  | The Outsiders (Scott Hall i Kevin Nash)                    | 6            | 475         |
| 4.  | Harlem Heat (Booker T i Stevie Ray)                        | 10           | 470         |
| 5.  | The Rock 'n' Roll Express (Robert Gibson i Ricky Morton)   | 4            | 400         |
| 6.  | Ricky Steamboat i Jay Youngblood                           | 5            | 347         |
| 7.  | Arn Anderson i Tully Blanchard                             | 2            | 323         |
| 8.  | Ric Flair i Greg Valentine                                 | 2            | 286         |
| 9.  | Doom (Butch Reed i Ron Simmons)                            | 1            | 282         |
| 10. | The Nasty Boys (Brian Knobbs i Jerry Sags)                 | 3            | 259         |
| 11. | Sean O'Haire i Chuck Palumbo                               | 1            | 205         |

#### Per lluitador
| #   | Lluitador       | # de regnats | Dies totals |
| --- | --------------- | ------------ | ----------- |
| 1.  | Ole Anderson    | 8            | 1.177       |
| 2.  | Gene Anderson   | 7            | 992         |
| 3.  | Rick Steiner    | 8            | 590         |
| 4.  | Scott Hall      | 7            | 573         |
| 5.  | Ricky Steamboat | 8            | 554         |
| 5.  | Kevin Nash      | 9            | 546         |
| 7.  | Arn Anderson    | 5            | 538         |
| 8.  | Scott Steiner   | 7            | 520         |
| 9.  | Greg Valentine  | 4            | 505         |
| 10. | Booker T        | 11           | 483         |
| 11. | Stevie Ray      | 10           | 470         |